# Patuet
El patuet (del francés pataouète) era la variedad lingüística del idioma catalán/valenciano hablada en el Magreb, principalmente en Argelia, durante la administración francesa. De origen sobre todo menorquín, alicantino y rosellonés, se caracterizaba por las influencias del francés y del árabe y, a su vez, influía en el argot francés de los Pieds-Noirs.
Después de la limpieza étnica que siguió a la independencia de Argelia, en 1962, la mayoría de la población se dispersó por Francia (principalmente), el Rosellón y una minoría en la provincia de Alicante, España. No obstante, el patuet dejó una influencia significativa en el habla cotidiana del norte argelino, especialmente en Orán.
La Asociación de Vecinos de Fort-de-l'Eau celebra un encuentro anual de argelinos descendientes de menorquines en la comuna provenzal de L'Isle-sur-la-Sorgue. Todavía en el año 2001, algunos participantes del evento conservaban el hablar patuet.

## Historia
Francia ocupó Argel, en 1830, y declaró Argelia territorio francés en 1848. Desde los primeros años se inició una corriente migratoria europea hacia Argelia. Entre los emigrados destacaron, por una parte, los alicantinos que se establecieron alrededor de Orán, y por otra, los menorquines que se establecieron alrededor de Argel, coincidiendo con los roselloneses. El 1889 una ley de naturalización automática concedía la ciudadanía francesa a todos los extranjeros de origen europeo. En 1896 la población catalanohablante de Argelia superaba las 60.000 personas y en 1911 superaba probablemente las 100.000. A partir de la I Guerra Mundial la corriente migratoria se estabiliza, exceptuando un breve periodo de refugiados de la guerra civil española.
Los emigrantes menorquines eran sobre todo colonos agrícolas, que llegaron a ser mayoría en algunas poblaciones. En 1834 Argel ya tenía una «rue de Mahon». Entre los años 1830 y 1850 emigraron de Menorca unas 9.500 personas, cuando la población de la isla era de unos 39.000 habitantes. En 1850, 45 familias menorquinas fundan el pueblo de Fort-de-l'Eau (hoy con el nombre arabizado de Bordj El Kiffan) donde se conservó el catalán durante más de cien años, y en 1853, Aïn Taya es fundado por 967 menorquines. En las poblaciones donde son mayoría se mantiene una cohesión social y se mantienen las costumbres y la lengua que se transmite a hijos y nietos. Incluso los trabajadores argelinos y franceses en las tierras de los menorquines hablaban catalán. En 1962, con la independencia de Argelia y los posteriores pogromos anti-europeos, huyeron en masa estableciéndose principalmente en el Rosellón y el Languedoc.
La comunidad de origen alicantino provenía de las comarcas del Campo de Alicante, el Bajo Vinalopó, la Marina Alta y la Marina Baja. Era sobre todo temporera y no mantuvo una gran cohesión, pero conservó el hablar propio de la marina alicantina influenciado por el francés y el árabe, y llegó a publicar, a finales del siglo XIX, unos periódicos con ortografía francesa: Journal de Cagayous y el Patuet. Según el censo oficial de Argelia de 1896, había 56.000 habitantes de origen alicantino residiendo en ella. En Orán se llega a crear la Pequeña Alicante, y frases coloquiales como “salut i força al canut” eran de uso común entre la población no catalanohablante. En 1962, unos 40.000 pied-noirs se refugiaron en la Comunidad Valenciana, en su mayoría en las comarcas meridionales, difuminando rápidamente sus peculiaridades.
Entre los emigrantes que provenían de Francia también se encontraban del Rosellón, algunos de ellos como funcionarios, que se integraron a la comunidad catalanohablante de Argel. Por otra parte, requiere de investigación la teoría de que el idioma tuviese base histórica anterior y que ya fuese hablado por los moriscos expulsados por el Reino de Aragón en 1610 y que se asentaron en la plaza de soberanía castellana de Orán (Oranesado), pero que ya tenía población judía de origen mallorquín, lo que hace pensar en la existencia del catalán como lengua social en el norte de lo que hoy es Argelía desde al menos el siglo XIV.

## El hablar patuet
El nombre patuet es el diminutivo de jerga, del francés patois. Su uso y su alcance no es uniforme. Si inicialmente designaba al catalán, tanto menorquín como alicantino y rosellonés, con el paso del tiempo se puede diferenciar el menorquín mantenido sin demasiadas influencias, un hablar de base catalana influido por el francés y el árabe y de ortografía francesa, y un argot francés influido por el catalán y el italiano.
Un ejemplo de la ortografía francesa es el rosellonés Jacques Bohé, funcionario en Argel: «La catalane ès oune mignounette achouride, RIAI [...] Bastide chimplamèn, cordero par cho, bien gouapète.»

### El «mahonés» de Argelia
Los menorquines de Argelia se designaban a sí mismos ya su hablar como «mahonés», influido por el gentilicio en francés Mahonais aplicado en toda la isla de Menorca. El «mahonés» no se diferenciaba mucho del menorquín contemporáneo. La influencia fonética francesa es similar a la que se puede encontrar en el Rosellón: la r gutural y ciertas nasalizaciones. En el léxico se utilizan algunas palabras francesas adaptando la pronunciación. Algunos de estas palabras franceses aparecen como muletillas, por ejemplo, disonante, voilà, alores... La palabra idónea se utiliza con el mismo sentido que voilà.

### Elpataouète
Inicialmente la palabra francés pataouet o pataouète designaba al hablar catalán de Argelia. A mediados del siglo XX se concretó en el hablar de los barrios populares de Argel, una mezcla de francés, catalán, italiano y árabe. La bibliografía francesa relaciona la palabra pataouète con el barrio de población europeos de Bab El Oued, situado al norte de la Casbah de Argel, pronunciado bablouette o paplouette. En 1905 salió el periódico satírico «Papa-Louette».
Expresiones en «pataouète» derivadas del catalán son: faire figura derivado de «hacer higo»; faire ansías de «ansías»; a la baballah; bourricot en sentido despectivo; marronner de «marrón» en sentido de engañar o burlarse; caguète, indeciso; saco á pulgas, perro; baba, bobo; ouèla, «güela».

### Testimonios
Jacinto Verdaguer aporta su testimonio a Excursiones y viajes (1883) donde explica que en Argel uno se puede dirigir en catalán con la seguridad de que le responderán en catalán de Alicante o de Mahón. Ferran Soldevila, en el libro ¿Qué hay que saber de Cataluña? (1968), explica que en 1923 se podía recorrer buena parte del departamento de Argel sin saber hablar más que catalán Joan Coromines, a Lo que hay que saber de la lengua catalana, explica que allí el romance es conocido vulgarmente como patuet, y cita el libro Pepete te Balthasar, moeurs algériennes de Louis Bertrand.
El escritor Albert Camus era de padre francés y madre mahonesa, educado por su abuela materna nacida en San Luis. No hablaba ningún tipo de patuet, pero lo tenía que conocer y da testimonio a su novela El primer hombre (1994) donde el argumento es el mismo que Glosas quienes tratan de la asesinando que se cumetre el día dieciocho de matcchs de mil novecientos nueve, é nas término de Kouba pruvincie de Argel, de Lluís Teixidó editadas en 1909.
El grupo Al Tall narra en algunas canciones del disco Europ eu! (1994) la historia de gente del sur de la Comunidad Valenciana que emigró a Argelia y con la independencia se tuvo que volver.

## Características generales
En el nivel morfológico, existe una tendencia a utilizar las formas completas de los pronombres átonos, como en “no te poses d'avant!”. En cuanto al nivel sintáctico, la influencia del francés ha dejado calcos en varias formas. Esto es notable en oraciones como “a Alger eren ells que triomfaven” o “vénen de marronar a l’agüelet”. Asimismo, se tiende a anteponer los adjetivos a los sustantivos, como en “era un malorós fel·lagà”. 
Se intercambia también el uso de las palabras ser y estar, como en “eixe hotel on vam anar estava molt bonico”, y el uso de la preposición en, como en “ha anat en Algèria”. Por otra parte, el patuet desarrolló también formas propias, como en “quant acabaré ja t’ho torne” o “estava prohibit d’eixir al balcó”.
 

Marcel Jover, en 1944, resaltaba la antigüedad de la presencia valenciana en Orán, que ya databa de la época en que la ciudad fue parte de Castilla (desde el siglo XVI). Respecto a la época colonial francesa, subrayó los elementos valencianos del ambiente oranés y, sobre el idioma, hizo una descripción de sus características, que coinciden en general con lo que es llamado patuet:
El valenciano que se habla no es, ciertamente, el mismo que se puede escuchar en tierras valencianas. Se han introducido curiosos modismos, galicismos originales y alguna que otra palabra bereber. Por ejemplo, del periódico se llama jornal; de la fuente, fontana; del mostrador, comptuà; del anís, aniset; de la botija, garguleta; del paseo, promenà; del dinero, sueldo o sou, etc. El valenciano se afrancesa y el francés se valencianiza. Personas cultas y acomodadas no rechazan usar las expresiones más disparatadas, mezcla confusa de los idiomas. Es el idioma hogareño, oranés, utilizado entre marido y mujer, y de padres a hijos.
También se ha estudiado el influjo del patuet en el habla de varios pueblos del sur de Valencia en que fue, en efecto, muy intensa y persistente la emigración a Argelia. Vicent Beltran y Beltran-Herrero lo han documentado en algunas localidades de la Marina, y han encontrado léxico del dialecto patuet como, por ejemplo, carrota.
Los emigrantes valencianos a Argelia de finales del siglo XIX y de la primera mitad del siglo XX, nos han dejado algunas recialles léxicas del francés. Generalmente hacen referencia a la alimentación, la indumentaria y las tareas relacionadas con el campo y son propios sobre todo de Bolulla y Tárbena, aunque muchos de ellos también se extienden en Polop y Callosa y algunos tienen un alcance casi comarcal: [...] bieta, cacaó, carrota, celerí, culotes, moixú, paté (se conserva en todo el idioma), ridó, sicató, tricó.

### Influencia del francés
Entre los galicismos, hay un predominio del vocabulario perteneciente a la alimentación (petit chou ‘profiterol’, salerí ‘apio’...). A este campo semántico, le siguen los objetos domésticos (bifé ‘escaparate’, frigider ‘nevera’...), el mundo laboral (bolangeria ‘horno’, buró ‘oficina’, comís ‘capataz’, ferma ‘casa’), los accesorios (culotes ‘bragas’, xapó ‘gorro’...), las relaciones familiares (memé ‘abuela’, tontó ‘tío’...) y el entorno urbano (boulevard ‘avenida’, rue ‘calle’, square ‘plaza’...).
También hay influencias en palabras de otras categorías gramaticales como adjetivos (atufat ‘ahogado’, malorós ‘infeliz’...), verbos (allumar ‘encender’, desbrullar-se ‘apañarse’, marronar ‘importunar’, reussir ‘tener éxito’, regalar-se ‘comer bien’...), adverbios (alor, alors, et puis, ben segur, même, mais, quand même, et, enfè, anfè, au fur et à mesure...) y expresiones e interjecciones (és tot, comme ci comme ça, oh là là!, hein!, tant pis, voilà!...).
Joan-Lluís Monjo y Àngela-Rosa Menages clasificaron el léxico de origen francés del patuet en cinco tipos principales:
- Palabras no adaptadas: créponé ‘tipo de helado’, mais ‘pero’, manège ‘caballitos de feria’, poubelle ‘basura’, quand même ‘sin embargo’, tant pis ‘qué le vamos a hacer’.

- Palabras con adaptación fonética: bor ‘mantequilla’ (fr. beurre), creveta ‘gamba’ (fr. crevette), fotoi ‘sillón’ (fr. fauteuil), jambó ‘jamón’ (fr. jambon), santoneret ‘tipo de pastel’ (fr. Saint-Honoré), torçó ‘trapo de cocina’ (fr. torchon), vellosa ‘animeta’ (fr. veilleuse).

- Palabras con adaptación morfológica, tanto nominal como verbal: allumar (fr. allumer), cadonet (fr. petit cadeau), ridons (fr. rideaux), tapins (fr. tapis).

- Etensiones semánticas de palabras homófonas a partir del modelo francés: arribar ‘suceder’ (fr. arriver), baga ‘anillo’ (fr. bague), brossa ‘cepillo’ (fr. brosse), jornal ‘periódico’ (fr. journal), jugar ‘interpretar’ (fr. juer), laboratori ‘taller’ (fr. laboratoire), retratar-se ‘jubilarse’ (fr. se retraiter), sonar ‘tocar el timbre’ (fr. sonner).

- Calcos semánticos: carta d’identitat ‘carné de identidad’ (fr. carte d’identité), el dia de l’any ‘Nochevieja’ (fr. le jour de l’an), galleta de Reis (fr. Gallete de Rois), no importa què ‘cualquier cosa’ (fr. n’importe quoi).

En cuanto a la influencia fonética, se adopta la pronunciación fricativa francesa en la letra g. Asimismo, algunos galicismos poseen vocales frontales labializadas ([y]; [ø]), mientras que otros presentan vocales nasalizadas. Entre los hablantes más escolarizados, la pronunciación uvular de la r está muy presente.

### Influencia del árabe
Los arabismos en el patuet son generalmente encontrados en interjecciones (auà! ‘de ninguna manera’, balec! ‘alerta’, inxal·là! ‘ojalá’, xuia! ‘poco a poco’), en palabras del ámbito de la alimentación (bliblí, burec, cuscús, lúbia, macrud, quémia, xutxuca, zlàbia), del entorno argelino (bled ‘interior rural’, gorbí ‘vivienda de poco valor’, iauled ‘embetunador’, fel·lagà ‘guerrillero del FLN’) o en un contexto más infantil (lauer ‘bizco’, tauet ‘tirachinas’).

### Influencia de otros idiomas
El patuet también recibió algunos préstamos del occitano y el italiano. El occitano aportó palabras también del campo semántico de la alimentación como la dob (occ. l’adòb) o ratatú (occ. ratatolha), así como algunas expresiones (e bé!, del occitano e ben!). La influencia italiana no ha sido tan significativa. No obstante, se han podido documentar palabras como birra ‘cerveza’ o la expresión “mamma mia!”.